# Cymodocella glabella
Cymodocella glabella är en kräftdjursart som beskrevs av Bruce 1995. Cymodocella glabella ingår i släktet Cymodocella och familjen klotkräftor. Inga underarter finns listade i Catalogue of Life.